# Holsteinborg Sogn
Holsteinborg Sogn ist eine Kirchspielsgemeinde (dän.: Sogn) auf der Insel Seeland im südlichen Dänemark.
Bis 1970 gehörte sie zur Harde Vester Flakkebjerg Herred im damaligen Sorø Amt, danach zur Skælskør Kommune im Vestsjællands Amt, die im Zuge der  Kommunalreform zum 1. Januar 2007 in der Slagelse Kommune in der Region Sjælland aufgegangen ist.
Im Kirchspiel leben 883 Einwohner (Stand: 1. Januar 2023).
Im Kirchspiel liegt die Kirche „Holsteinborg Kirke“.
Nachbargemeinden sind im Süden und Westen Ørslev Sogn, im Nordwesten Sønder Bjerge Sogn und im Norden Venslev Sogn, ferner in der östlich benachbarten Næstved Kommune Fyrendal Sogn.

## Weblinks

Schloss Holsteinborg (der Grafen von Holstein)